# 에스타디오 무니시팔 데 차핀
에스타디오 무니시팔 데 차핀(스페인어: Estadio Municipal de Chapín)는 스페인 안달루시아주 카디스도 헤레스데라프론테라에 위치한 다목적 경기장이다. 주로 축구 경기에 사용되며, 축구단 헤레스 DFC의 홈 경기 및 스페인 축구 국가대표팀의 경기에 사용된다. 20,523명을 수용할 수 있으며, 1988년 6월 28일에 개장했다.